# Bob Anderson (Rennfahrer)
Robert Hugh Fearon „Bob“ Anderson (* 19. Mai 1931 in Hendon, England; † 14. August 1967 in Northampton, England) war ein britischer Automobil- und Motorradrennfahrer. Er nahm an 25 Formel-1-Grands-Prix teil.

## Karriere
Bob Anderson war zuerst Motorradrennfahrer und bestritt zwischen 1951 und 1966 insgesamt 15 Grands Prix in der Motorrad-Weltmeisterschaft. Seine besten WM-Platzierungen erreichte er 1958 und 1960, als er auf Norton jeweils Fünfter in der 350-cm³-Klasse wurde.
Anfang der 1960er Jahre fuhr Anderson erstmals einen Lola-Formel-Junior in Snetterton und gehörte danach zum Lotus-Formula-Junior-Team. Anfang 1963 kaufte er einen Lola F1 und engagierte sich als Privat-Fahrer in der Automobil-Weltmeisterschaft. 1964 wurde er Brabham-Fahrer und holte sich seinen einzigen Podestplatz hinter Lorenzo Bandini und Richie Ginther beim 1. Großen Preis von Österreich. Danach hatte er nie genug Geld, um mit den Top-Teams mitzuhalten, dachte Ende 1966 ans Aufhören, versuchte es aber noch einmal in der Saison 1967. Bei Privattestfahrten in Silverstone rutschte er auf nasser Fahrbahn in ein Streckenposten-Häuschen und starb wenige Tage später an seinen Kopfverletzungen in einem Krankenhaus in Northampton.

## Statistik

### Statistik in der Automobil-Weltmeisterschaft
Diese Statistik umfasst alle Teilnahmen des Fahrers an der Automobil-Weltmeisterschaft, die heutzutage als Formel-1-Weltmeisterschaft bezeichnet wird.

#### Gesamtübersicht
| Saison | Team                  | Chassis      | Motor         | Rennen | Siege | Zweiter | Dritter | Poles | schn. Rennrunden | Punkte | WM-Pos. |
| ------ | --------------------- | ------------ | ------------- | ------ | ----- | ------- | ------- | ----- | ---------------- | ------ | ------- |
| 1963   | DW Racing Enterprises | Lola Mk4     | Climax 1.5 V8 | 2      | −     | −       | −       | −     | −                | −      | −       |
| 1964   | DW Racing Enterprises | Brabham BT11 | Climax 1.5 V8 | 7      | −     | −       | 1       | −     | −                | 5      | 11.     |
| 1965   | DW Racing Enterprises | Brabham BT11 | Climax 1.5 V8 | 5      | −     | −       | −       | −     | −                | −      | −       |
| 1966   | DW Racing Enterprises | Brabham BT11 | Climax 2.8 L4 | 6      | −     | −       | −       | −     | −                | 1      | 17.     |
| 1967   | DW Racing Enterprises | Brabham BT11 | Climax 2.8 L4 | 5      | −     | −       | −       | −     | −                | 2      | 16.     |
| Gesamt | Gesamt                | Gesamt       | Gesamt        | 25     | −     | −       | 1       | −     | −                | 8      |         |

#### Einzelergebnisse
| Saison | 1   | 2   | 3  | 4   | 5   | 6   | 7  | 8 | 9 | 10 | 11 |
| ------ | --- | --- | -- | --- | --- | --- | -- | - | - | -- | -- |
| 1963   |     |     |    |     |     |     |    |   |   |    |    |
|        |     |     |    | 12  |     | 12  |    |   |   |    |    |
| 1964   |     |     |    |     |     |     |    |   |   |    |    |
| 7      | 6   | DNS | 12 | 7   | DNF | 3   | 11 |   |   |    |    |
| 1965   |     |     |    |     |     |     |    |   |   |    |    |
| NC     | 9   | DNS | 9  | DNF | DNF | DNS |    |   |   |    |    |
| 1966   |     |     |    |     |     |     |    |   |   |    |    |
| DNF    |     | 7   | NC | DNF | DNF | 6   |    |   |   |    |    |
| 1967   |     |     |    |     |     |     |    |   |   |    |    |
| 5      | DNQ | 9   | 8  | DNF | DNF |     |    |   |   |    |    |

| Legende  | Legende            | Legende                                                          |
| Farbe    | Abkürzung          | Bedeutung                                                        |
| -------- | ------------------ | ---------------------------------------------------------------- |
| Gold     | –                  | Sieg                                                             |
| Silber   | –                  | 2. Platz                                                         |
| Bronze   | –                  | 3. Platz                                                         |
| Grün     | –                  | Platzierung in den Punkten                                       |
| Blau     | –                  | Klassifiziert außerhalb der Punkteränge                          |
| Violett  | DNF                | Rennen nicht beendet (did not finish)                            |
| Violett  | NC                 | nicht klassifiziert (not classified)                             |
| Rot      | DNQ                | nicht qualifiziert (did not qualify)                             |
| Rot      | DNPQ               | in Vorqualifikation gescheitert (did not pre-qualify)            |
| Schwarz  | DSQ                | disqualifiziert (disqualified)                                   |
| Weiß     | DNS                | nicht am Start (did not start)                                   |
| Weiß     | WD                 | zurückgezogen (withdrawn)                                        |
| Hellblau | PO                 | nur am Training teilgenommen (practiced only)                    |
| Hellblau | TD                 | Freitags-Testfahrer (test driver)                                |
| ohne     | DNP                | nicht am Training teilgenommen (did not practice)                |
| ohne     | INJ                | verletzt oder krank (injured)                                    |
| ohne     | EX                 | ausgeschlossen (excluded)                                        |
| ohne     | DNA                | nicht erschienen (did not arrive)                                |
| ohne     | C                  | Rennen abgesagt (cancelled)                                      |
| ohne     | keine WM-Teilnahme |                                                                  |
| sonstige | P/fett             | Pole-Position                                                    |
| sonstige | 1/2/3/4/5/6/7/8    | Punktplatzierung im Sprint-/Qualifikationsrennen                 |
| sonstige | SR/kursiv          | Schnellste Rennrunde                                             |
| sonstige | *                  | nicht im Ziel, aufgrund der zurückgelegten Distanz aber gewertet |
| sonstige | ()                 | Streichresultate                                                 |
| sonstige | unterstrichen      | Führender in der Gesamtwertung                                   |

### Einzelergebnisse in der Sportwagen-Weltmeisterschaft
| Saison | Team | Rennwagen                 | 1   | 2   | 3   | 4   | 5   | 6   | 7   | 8   | 9   | 10  | 11  | 12  | 13  | 14  |
| ------ | ---- | ------------------------- | --- | --- | --- | --- | --- | --- | --- | --- | --- | --- | --- | --- | --- | --- |
| 1967   |      | Alfa Romeo 1300 GT Junior | DAY | SEB | MON | SPA | TAR | NÜR | LEM | HOK | MUG | BRH | CCE | ZEL | OVI | NÜR |
| 1967   |      | Alfa Romeo 1300 GT Junior |     |     |     |     |     | DNF |     |     |     |     |     |     |     |     |